# Aqüífer Guaraní
L'aqüífer Guaraní és la segona major reserva subterrània d'aigua dolça del món, sent també un dels majors en totes les categories. La major part (70% o 840 mil km²) de l'àrea ocupada per l'aqüífer - a prop d'1,2 milions de km² - està en el subsòl del centre-sud-oest de Brasil. El restant es distribueix entre el nord-est de l'Argentina (255.000 km²), nord-oest de l'Uruguai (58.500 km²) i sud-est de Paraguai (71.700 km²). La població actual del domini de l'aqüífer és estimada en quinze milions d'habitants.
A Brasil, l'aqüífer integra el territori de vuit estats,
- Mato Grosso do Sul (213 200 km²)
- Rio Grande do Sul (157 600 km²)
- São Paulo (155 800 km²)
- Paraná (131 300 km²)
- Estat de Goiás (55 000 km²)
- Minas Gerais (51 300 km²)
- Santa Catarina (49 200 km²)
- Mato Grosso (26 400 km²)